# Zaisenhausen
Zaisenhausen è un comune tedesco di 1 721 abitanti, situato nel land del Baden-Württemberg.